# Surajpur
Surajpur is een nagar panchayat (plaats) in het district Surajpur van de Indiase staat Chhattisgarh. 

## Demografie
Volgens de Indiase volkstelling van 2001 wonen er 16.835 mensen in Surajpur, waarvan 53% mannelijk en 47% vrouwelijk is. De plaats heeft een alfabetiseringsgraad van 66%. 